# Омбур
Омбу́р (фр. Hombourg) — коммуна на северо-востоке Франции в регионе Гранд-Эст (бывший Эльзас — Шампань — Арденны — Лотарингия), департамент Верхний Рейн, округ Мюлуз, кантон Риксайм. До марта 2015 года коммуна административно входила в состав упразднённого кантона Ильзак (округ Мюлуз).
Площадь коммуны — 15,32 км², население — 965 человек (2006) с тенденцией к росту: 1182 человека (2012), плотность населения — 77,2 чел/км².

## Население
Численность населения коммуны в 2011 году составляла 1147 человек, а в 2012 году — 1182 человека.
| 1962 | 1968 | 1975 | 1982 | 1990 | 1999 | 2004 | 2006 | 2009 | 2011 | 2012 |
| ---- | ---- | ---- | ---- | ---- | ---- | ---- | ---- | ---- | ---- | ---- |
| 769  | 695  | 647  | 840  | 798  | 863  | 888  | 965  | 1097 | 1147 | 1182 |

Динамика населения:

## Экономика
В 2010 году из 737 человек трудоспособного возраста (от 15 до 64 лет) 577 были экономически активными, 160 — неактивными (показатель активности 78,3 %, в 1999 году — 68,9 %). Из 577 активных трудоспособных жителей работали 544 человека (285 мужчин и 259 женщин), 33 числились безработными (16 мужчин и 17 женщин). Среди 160 трудоспособных неактивных граждан 56 были учениками либо студентами, 41 — пенсионерами, а ещё 63 — были неактивны в силу других причин.
На протяжении 2011 года в коммуне числилось 420 облагаемых налогом домохозяйств, в которых проживало 1115,5 человек. При этом медиана доходов составила 23904 евро на одного налогоплательщика.

## Достопримечательности (фотогалерея)

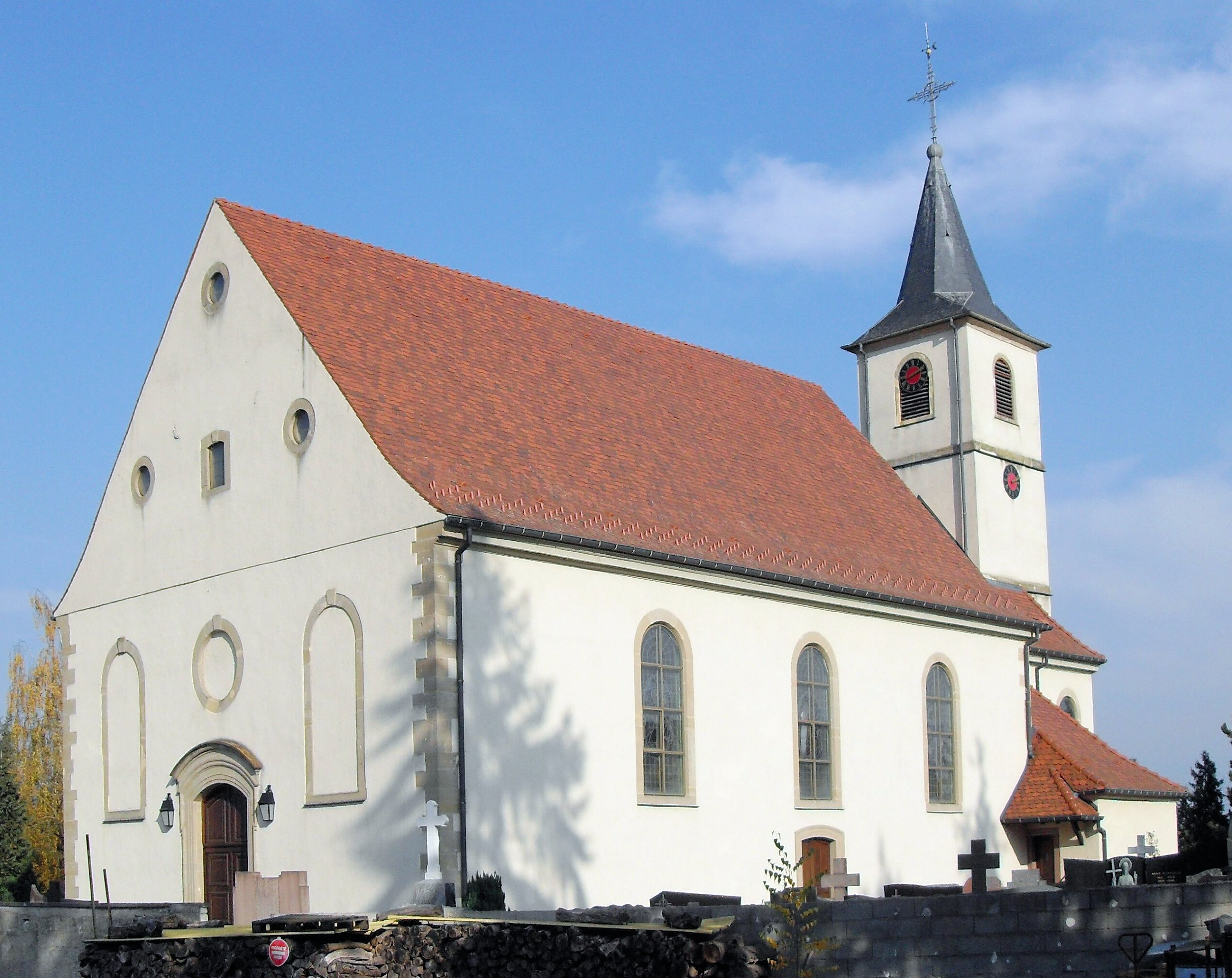
Церковь Святого Николая
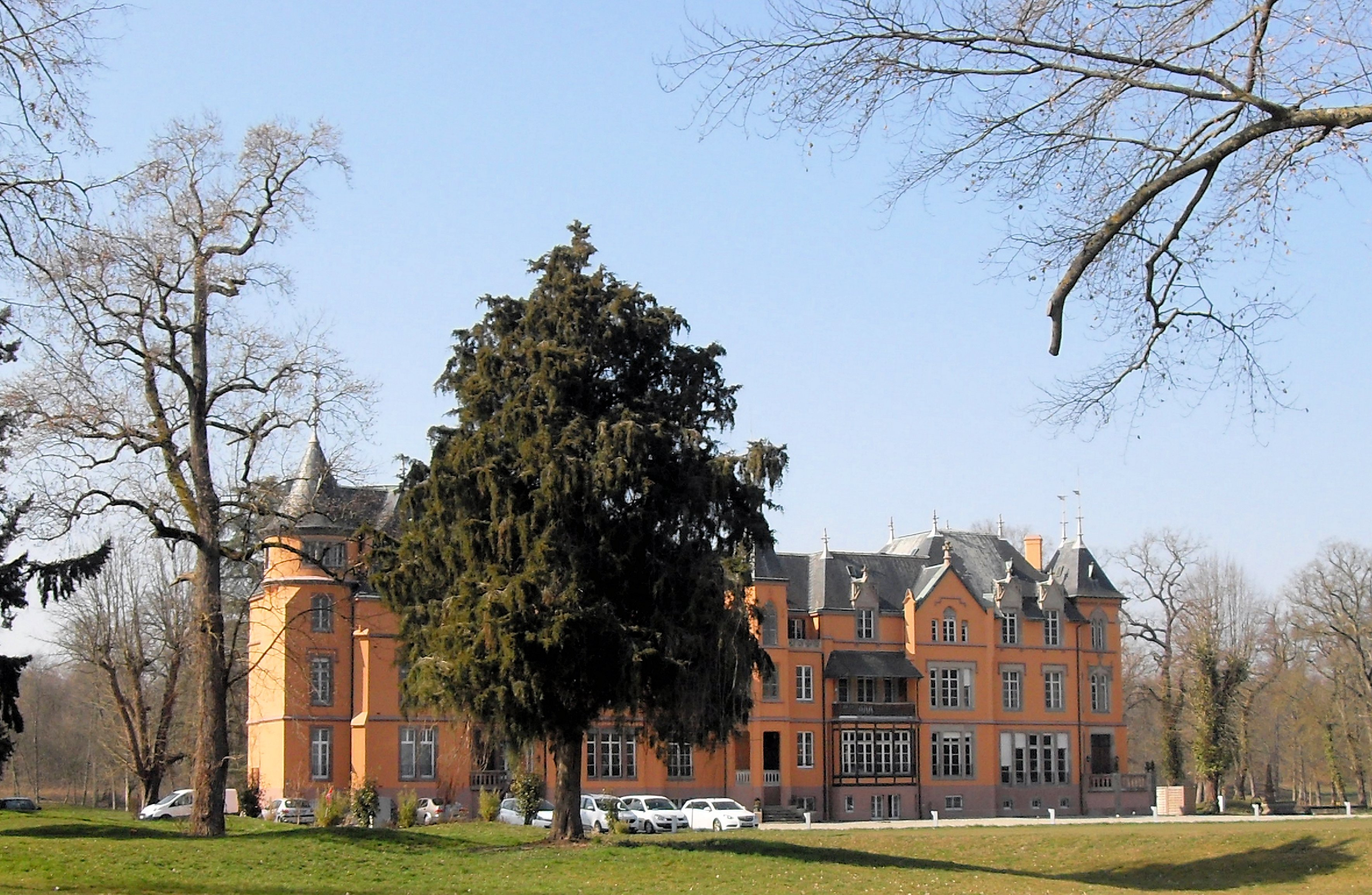
Шато
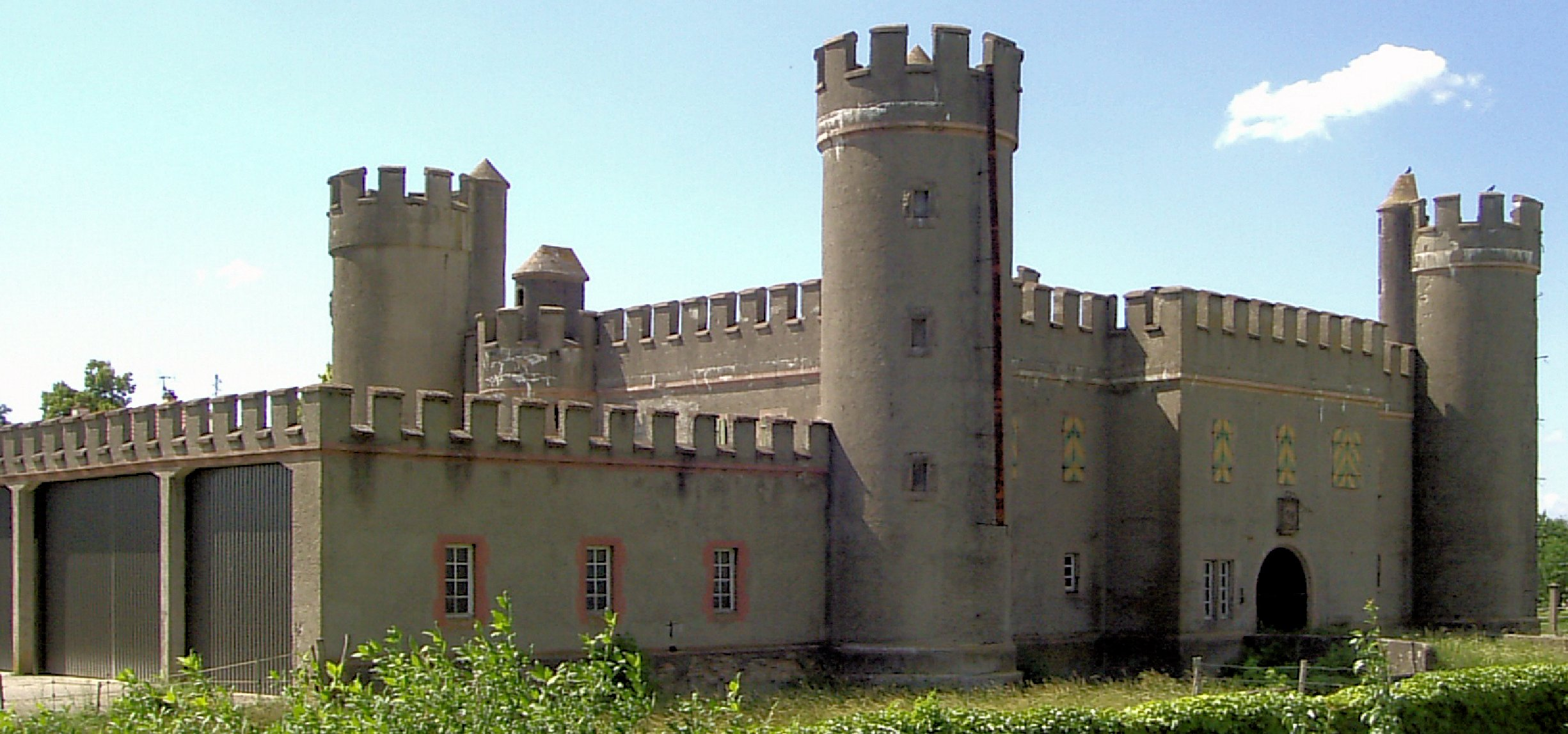
Средневековая крепость